# Готфрид Хелнвайн
Готфрид Хелнвайн (на немски: Gottfried Helnwein) е австрийско-ирландски художник и фотограф.

## Биография
Хелнвайн е роден на 8 октомври 1948 г. във Виена. Завършва Виенската художествена академия (1969–1973). Носител е на наградата на майсторския клас на академията, а също и на наградите Kardinal-König и Theodor-Körner.
Работил е като художник, фотограф, стенописец, скулптор, създател на инсталации и пърформър, като използва голямо разнообразие от техники и медии.
Ранните му творби се състоят главно от хиперреалистични акварели, изобразяващи ранени деца, както и пърформанси - често с участие на деца - на обществени места. Хелнвайн взима отношение предимно към психологическата и социологическата тревожност, историческите въпроси и политическите теми. В резултат на това творчеството му често се смята за провокативно и противоречиво.
Хелнвайн е част от виенска традиция, която датира от 18 век, на Франц Месершмидтс с гримаси и скулптури. При него се забелязва също обща основа на творбите с тези на Херман Нич и Рудолф Шварцкоглер, други двама, които показват собствените си тела в рамките на референтните наранявания, болка и смърт. Това може да види с изразителен жест в творчеството на Егон Шиле.